# Renault Scénic E-Tech Electric
La Renault Scénic E-Tech Electric (o Scénic V) è un'autovettura elettrica prodotta a partire dal 2023 dalla casa automobilistica francese Renault.

## Profilo e contesto

### Concept car
Presentata in anteprima sotto forma di concept car con il nome di Renault Scénic Vision il 19 maggio 2022 e poi al pubblico al salone di Parigi nell'autunno 2022. 

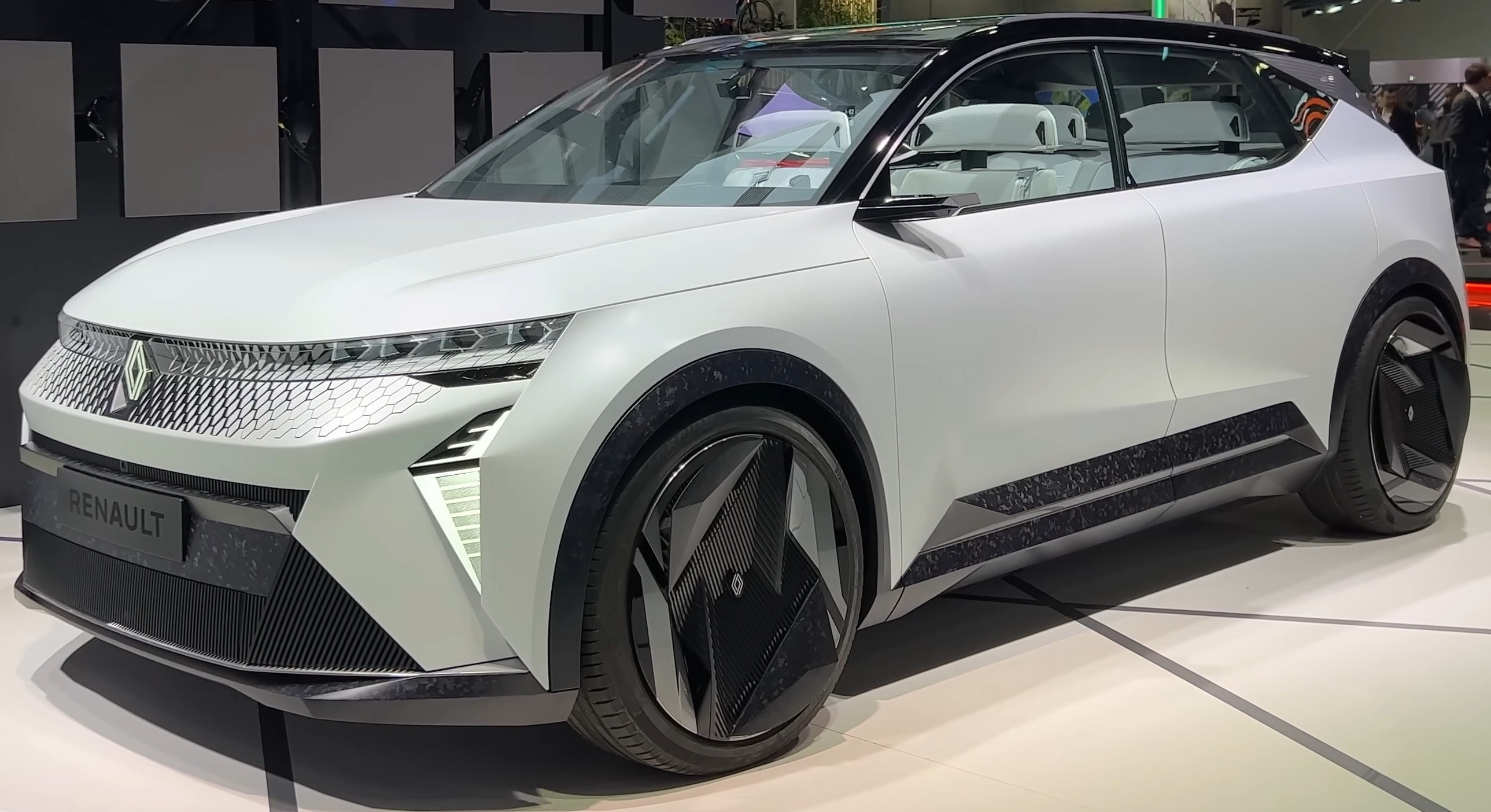
Scenic Vision

La concept car si basa sulla piattaforma CMF-EV, presenta portiere senza cornici ed è assente il montante centrale per consentire un facile accesso all'abitacolo; la vettura è stata progettata con il 70% di materiali riciclati.
All'interno, la Scenic Vision ha un pavimento realizzato con bottiglie di latte e tubi riciclati. I sedili sono realizzati in poliestere, con tutte le superfici a contatto con i passeggeri completamente riciclate. La Scénic Vision è dotata di un motore elettrico da 160 kW (210 CV) posizionato sull'asse posteriore. È alimentato da una batteria agli ioni di litio da 40 kWh, che si ricarica con una cella a combustibile a idrogeno da 15 kW che funge da generatore. La sua autonomia è stimata in circa 800 km.
Un ulteriore sviluppo di questa concept è stata presentato nel giugno 2023 con il nome di H1st Vision.

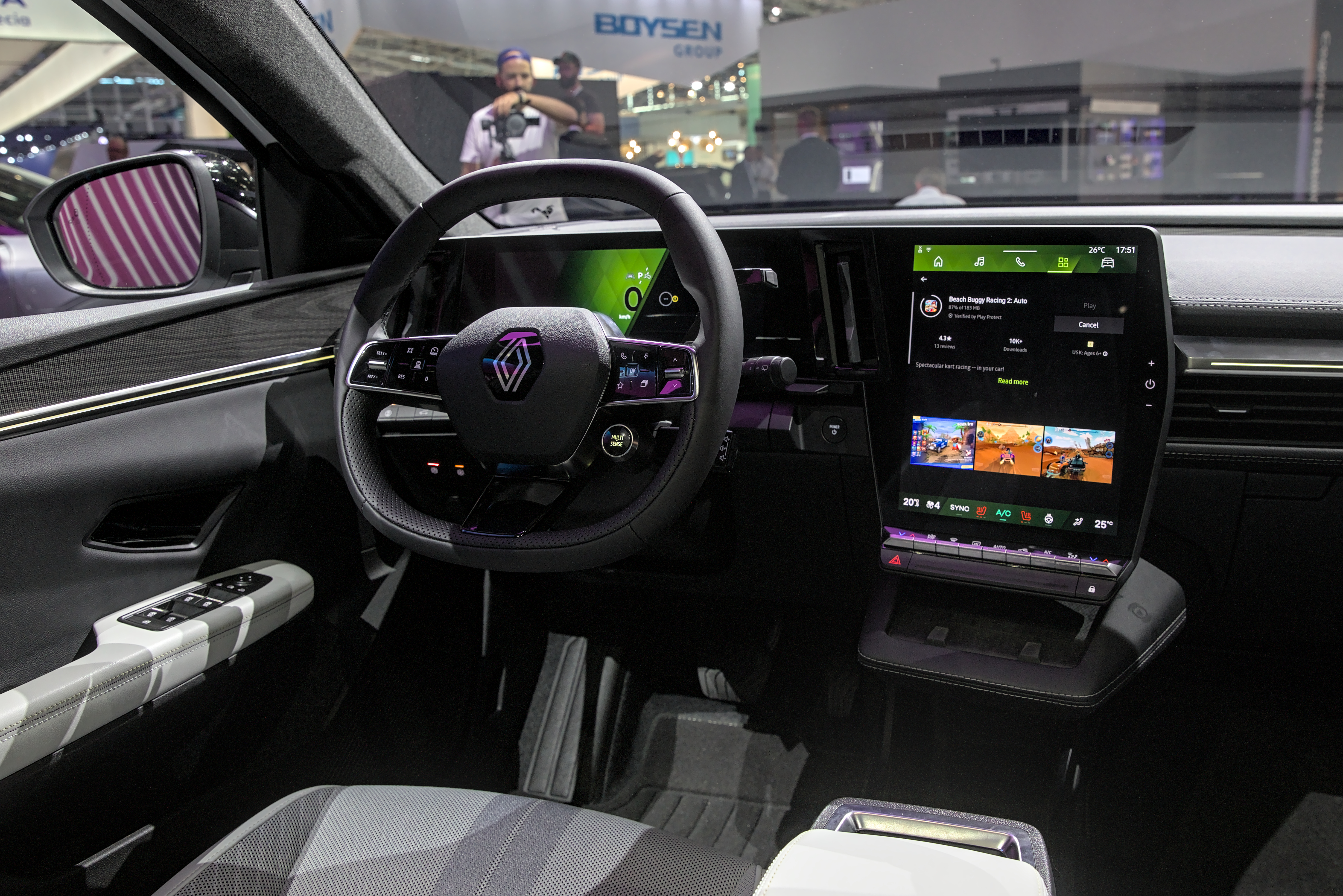
Interni

### Versione di serie
Il modello di produzione è stato presentato nel settembre 2023 al salone di Monaco in Germania.
All'interno ci sono due schermi; da un lato un display da 12 pollici che funge da quadro strumenti e dall'altro un touchscreen nella consolle centrale con una diagonale di 9 o 12,3 pollici (a seconda della versione) per il sistema di infotainment. Il software denominato “OpenR link” è stato sviluppato da Renault insieme a Google e si basa su Android Automotive. Android Auto e Apple CarPlay sono supportati in modalità wireless. Sono inoltre disponibili la base di ricarica ad induzione per gli smartphone e un tetto panoramico in vetro che può essere oscurato. Il volume del bagagliaio è di 545 litri. Circa l'80% degli interni, compreso il vetro del tetto panoramico, è realizzato con materiali riciclati.
Alimentato da batterie LG dalla ridotta altezza realizzata in nichel-manganese-cobalto (NMC), al lancio è disponibile in due versioni: la versione Standard utilizza una batteria da 60 kWh e un motore elettrico sincrono a rotore avvolto con 8 poli magnetici (costruito in Francia nella Megafactory di Cléon) che produce 125 kW (170 CV) e 280 Nm di coppia, con un'autonomia dichiarata di 420 km nel ciclo d'omologazione WLTP. La versione High range è alimentata da un motore da 160 kW (218 CV) e 300 Nm di coppia, abbinato a una batteria da 87 kWh con un'autonomia stimata di 620 km.
La potenza massima di ricarica tramite corrente continua è di 150 kW, mentre scende a 22 kW tramite corrente alternata. La versione più potente può accelerare da 0 a 100 km/h in 8,4 s e ha una velocità massima di 170 km/h, mentre la versione meno potente arriva a 150 km/h.

## Riconoscimenti
- 2024 - Auto dell'anno[5][6]